# Bujda (singel)
Bujda (zapis stylizowany: BUJDA) – trzeci singel polskiej piosenkarki Sanah z jej drugiego minialbumu o tym samym tytule. Singel został wydany 16 października 2020. Utwór napisali i skomponowali Zuzanna Jurczak, Magdalena Wójcik i Thomas Martin Leithead-Docherty.
Nagranie otrzymało w Polsce status podwójnie platynowego singla, przekraczając liczbę 40 tysięcy sprzedanych kopii.

## Geneza utworu i historia wydania
Piosenka została napisana i skomponowana przez Zuzannę Jurczak, Magdalenę Wójcik i Thomasa Martina Leitheada-Docherty’ego, który również odpowiada za produkcję utworu.
Singel ukazał się w formacie digital download 16 października 2020 w Polsce za pośrednictwem wytwórni płytowej Magic Records w dystrybucji Universal Music Polska. Piosenka została umieszczona na drugim minialbumie Bujda i drugim albumie studyjnym Sanah – Irenka.
17 listopada 2020 opublikowano utwór w ramach sesji dla Vevo – Live Performance. Singel znalazł się na polskiej składance Hity na czasie: Zima 2021 (wydana 27 listopada 2020).

## Teledysk
Do utworu powstał teledysk zrealizowany przez The Dreams Studio, który udostępniono w dniu premiery singla za pośrednictwem serwisu YouTube.

## Lista utworów
- Digital download[2]

1. „Bujda” – 3:01

## Certyfikaty
| Kraj          | Certyfikat         | Sprzedaż |
| ------------- | ------------------ | -------- |
| Polska (ZPAV) | 2× platynowa płyta | 40 000+  |